# Arzberg (Saxônia)
Arzberg é um município da Alemanha, situado no distrito da Saxônia do Norte, no estado da Saxônia. Tem 58,23 km² de área, e sua população em 2019 foi estimada em 1.879 habitantes.